# Rafa Verdú
Rafael Verdú Fernández (Madrid, España; 23 de diciembre de 1927-Jerez de la Frontera; 12 de octubre de 2022) mayormente conocido como Rafa, fue un futbolista español que jugaba como delantero.

## Trayectoria
Se formó en los clubes Salesianos y Cuatro Caminos. Su carrera como futbolista profesional la inició en el Plus Ultra durante la temporada 1947-48. En la temporada 1949-50, tuvo su primera oportunidad en el campo con el Plus Ultra en la Segunda División, disputando 15 partidos y anotando 9 goles. Posteriormente, en esa misma temporada, fue ascendido al Real Madrid en la Primera División después de que Macala sufriera una lesión. Hizo su debut el 15 de enero de 1950 ante el Barcelona en una victoria por 2-3. En total, jugó 7 partidos como titular, aunque perdió la titularidad después de que Macala se recuperó.
En la temporada 1950-51, volvió a jugar para el Plus Ultra en la Segunda División, participando en 23 partidos y anotando 6 goles. En la temporada 1951-52, jugó para el RCD Córdoba también en la Segunda División, disputando 23 partidos y marcando 3 goles. Para la temporada 1952-53, regresó al Plus Ultra, donde continuó su buen desempeño en la Segunda División con 24 partidos completos. En las siguientes temporadas (1953-54, 1954-55, 1955-56, 1956-57), jugó para Xerez en la Segunda División, disputando 94 partidos y marcando 8 goles.
En la temporada 1957-58, se unió al Levante, donde jugó la mayor parte de la temporada en la Segunda División, participando en 28 partidos. En la siguiente temporada, 1958-59, su participación se limitó a solo un partido. Luego volvió a jugar al Xerez donde se retiró del fútbol profesional en 1962, después de sufrir una lesión.

### Vida posterior al fútbol
Tras su retiro del fútbol, se desempeñó brevemente como entrenador del equipo principal del Xerez y luego como entrenador de las categorías formativas. Posteriormente, entrenó en otros clubes de Jerez de la Frontera, como El Pilar y Juventud Católica Deportiva.
Fue concejal en el Ayuntamiento de Jerez por el Partido Popular de 2003 a 2007.
Además, ocupó el cargo de presidente de Honor del Xerez CD.
Falleció el 12 de octubre de 2022 a los 94 años. Al momento de su fallecimiento, era el jugador vivo más longevo del Real Madrid.

## Reconocimientos
- En 2018 fue nombrado hijo predilecto de Jerez de la Frontera.[2]

## Clubes
| Club              | País   | Año       | PJ  | Goles |
| ----------------- | ------ | --------- | --- | ----- |
| CD Cuatro Caminos | España | 1945-1947 | -   | -     |
| Plus Ultra        | España | 1947-1949 | 15  | 9     |
| Real Madrid CF    | España | 1949-1950 | 7   | 0     |
| Plus Ultra        | España | 1950-1951 | 23  | 6     |
| RCD Córdoba       | España | 1951-1952 | 23  | 3     |
| Plus Ultra        | España | 1952-1953 | 24  | 0     |
| Xerez CD          | España | 1953-1957 | 94  | 8     |
| Levante UD        | España | 1957-1959 | 29  | 0     |
| Xerez CD          | España | 1960-1962 | -   | -     |
| Total             | Total  | Total     | 215 | 26    |